# Payal Ki Jhankaar
Payal Ki Jhankaar é um filme de drama indiano de 1978 dirigido e escrito por [[]]. Foi selecionado como representante da Índia à edição do Oscar 1979, organizada pela Academia de Artes e Ciências Cinematográficas.

## Elenco
- Alankar Joshi - Gopal Bhatt
- Komal Mahuvakar - Shyama
- Surinder Kaur - Veena
- Veena
- Bandini - Naini